# 弥十郎ヶ嶽
弥十郎ヶ嶽（やじゅうろうがたけ）は、兵庫県丹波篠山市にある標高715.1mの山である。

## 概要
丹波篠山市では御嶽・小金ヶ嶽に次ぐ高山。篠山盆地南部の山としては最高の標高を誇る。篠山の南東に位置し、北の多紀アルプス、南には三国ヶ岳、愛宕山とともに篠山盆地を形成する主要な山である。人名の付された山としては兵庫県内では三田の甚五郎山と弥十郎ヶ岳だけである。
頂上には二等三角点があり、比較的広い。南方側は樹木のため眺望は望めないが、北方には約180度の視野が開け、篠山の町をはじめ、御嶽（793m）で西ヶ嶽（727m）、小金ヶ嶽（725m）などの多紀アルプスの全容が眼前に望めるほか、西光寺山、白髪岳、松尾山、夏栗山、黒頭峰、大野山など篠山盆地を囲む山々が一望できる。
かつて植林が盛んであったため山頂までスギ、ヒノキなど針葉樹が多い。

## 名の由来
山腹にある洞穴に住んでいたという山窩にちなむという説と弥十郎ヶ岳南方にある八上（やじょう）が訛ったものと伝えられる。洞穴は間口5m、奥行き10mほどで、頂上北西約500mの谷筋にある。

## 歴史
弥十郎ヶ嶽北峰から北西の尾根にある火ともし山は中世・戦国時代に勢力を誇った波々伯部一族の平内が拠った山城であり、平内丸とも呼ばれる。西方には波多野氏の主城である八上城がある。

## 登山
多くの登山ルートを持つが、一般的なルートとしては、篠山後川郵便局付近から北上し登るルート（竹谷コース）と、丹波篠山市畑市から南下し谷筋を登るルート（薬師ヶ原キャンプ場コース）が知られる。ほかに「籠坊温泉コース」、「農文塾コース」、西方を走る県道12号線の曽地から四十九院跡を登るコースなどがある。 ともに1,2時間程度で登ることができる。籠坊温泉コース、竹谷コースは京阪神から近く、籠坊温泉が登山口付近に位置するため人気が高い。畑市からの登山口には、かつて薬師野ヶ原キャンプ場が存在したが、現在はキャンプ場としての利用は行われていない。四十九院跡のコースはかつて多くの僧坊が建ち並んだ歴史があり、現在でも登山道の両側に階段状の石垣などの遺構が累々と残される。

## 交通アクセス
- 自動車：兵庫県道309号福住三田線篠山後川郵便局付近より徒歩約1.5時間（籠坊温泉コース）。
- バス：神姫バスまたは阪急バス後川下車徒歩約1.5時間。

## 周辺情報
- 八上城
- 多紀アルプス
- 篠山盆地
- 重兵衛茶屋
- 籠坊温泉
- 波々伯部神社

## 参考サイト
- 低山歩こう記-曽地中・畑市「弥十郎ヶ岳に登る」